# Ostrov Karpejkina
Ostrov Karpejkina (englische Transkription von russisch Остров Карпейкина Ostrow Karpeikina) ist eine Insel vor der Küste des ostantarktischen Enderbylands. Sie liegt unmittelbar westlich des Kirkby Head in der Alaschejewbucht.
Russische Wissenschaftler benannten sie. Der weitere Benennungshintergrund ist nicht überliefert.